# Tennis de table aux Jeux des petits États d'Europe
Les compétitions de tennis de table aux Jeux des petits États d'Europe sont organisées depuis 1985.

## Histoire
Le tennis de table fait partie des six sports individuels obligatoires depuis la première édition des JPEE en 1985 à Saint-Marin. Xiaoxin Yang et  Xialian Ni font partie des pongistes qui ont glané le plus de médailles de l'histoire de ces jeux. 

## Épreuves au programme
Il y a six épreuves, le simple messieurs, le simple dames, les doubles messieurs et dames et les par équipes messieurs et dames .
L'épreuve par équipes se déroule comme aux Jeux olympiques. Il y a 3 pongistes par équipes et un remplaçant. Chaque rencontre se dispute en quatre matchs de simple et un de double (au meilleur des 5 rencontres, l'ordre du déroulement de ces dernières est toujours le même : successivement, deux simples d'abord, suivi de double ensuite, si les deux équipes sont à 2:1, il y aura un ou deux simples pour départager le vainqueur).

## Simples
| Année/Lieu | Messieurs                 | Messieurs            | Messieurs             |                          | Dames                   | Dames                    | Dames |
| Année/Lieu | Or                        | Argent               | Bronze                | Or                       | Argent                  | Bronze                   |       |
| ---------- | ------------------------- | -------------------- | --------------------- | ------------------------ | ----------------------- | ------------------------ | ----- |
| 2025       | Luka Mladenovic           | Felix Wetzel         | Sharpel Elia          | Sarah De Nutte           | Maria-Carmelia Iacob    | Georgia Avraam           |       |
| 2025       | Luka Mladenovic           | Felix Wetzel         | Marios Yiangou        | Sarah De Nutte           | Maria-Carmelia Iacob    | Enisa Sadikovic          |       |
| 2023       | Felix Wetzel              | Eric Glod            | Luka Mladenovic       | Xiaoxin Yang             | Camella Iacob           | Renáta Štrbíková         |       |
| 2023       | Felix Wetzel              | Eric Glod            | Filip Radović         | Xiaoxin Yang             | Camella Iacob           | Ariel Barbosa            |       |
| 2019       | Marios Yiangou            | Anthony Geminiani    | Anthony Peretti       | Xiaoxin Yang             | Louiza Kourea           | Tessy Gonderinger        |       |
| 2019       | Marios Yiangou            | Anthony Geminiani    | Filip Radović         | Xiaoxin Yang             | Louiza Kourea           | Yan Chimei               |       |
| 2017       | Anthony Peretti (MON)     | Gilles Michely (LUX) | Damien Provost (MON)  | Danielle Konsbruck (LUX) | Tessy Gonderinger (LUX) | Ivona Petrić (MNE)       |       |
| 2017       | Anthony Peretti (MON)     | Gilles Michely (LUX) | Filip Radović (MNE)   | Danielle Konsbruck (LUX) | Tessy Gonderinger (LUX) | Ulrika Quist (MON)       |       |
| 2015       | Damien Provost (MON)      | Irfan Cekic (MNE)    | Marios Yiangou (CYP)  | Yang Xiaoxin (MON)       | Sarah De Nutte (LUX)    | Victoria Lucenkova (MLT) |       |
| 2015       | Damien Provost (MON)      | Irfan Cekic (MNE)    | Luka Bakic (MNE)      | Yang Xiaoxin (MON)       | Sarah De Nutte (LUX)    | Egle Tamasauskaite (LUX) |       |
| 2013       | Irfan Ćekić (MNE)         | Traian Ciociu (LUX)  | Marios Yiangou (CYP)  | Sarah De Nutte (LUX)     | Letizia Giardi (SMR)    | Kouiza Kourea (CYP)      |       |
| 2013       | Irfan Ćekić (MNE)         | Traian Ciociu (LUX)  | Anthony Peretti (MON) | Sarah De Nutte (LUX)     | Letizia Giardi (SMR)    | Tessy Gonderinger (LUX)  |       |
| 2011       | Traian Ciociu (LUX)       | Irfan Čekić (MNE)    | Gilles Michely (LUX)  | Xialian Ni (LUX)         | Sarah De Nutte (LUX)    | Louiza Kourea (CYP)      |       |
| 2011       | Traian Ciociu (LUX)       | Irfan Čekić (MNE)    | Marios Yiangou (CYP)  | Xialian Ni (LUX)         | Sarah De Nutte (LUX)    | Letizia Giardi (SMR)     |       |
| 2007       | Guðmundur Stephensen (en) |                      |                       |                          | Xialian Ni (LUX)        |                          |       |

## Doubles
| Année/Lieu | Messieurs                                   | Messieurs                              | Messieurs                                |                                                 | Dames                                           | Dames                                             | Dames |
| Année/Lieu | Or                                          | Argent                                 | Bronze                                   | Or                                              | Argent                                          | Bronze                                            |       |
| ---------- | ------------------------------------------- | -------------------------------------- | ---------------------------------------- | ----------------------------------------------- | ----------------------------------------------- | ------------------------------------------------- | ----- |
| 2025       | LUX Tom Scholtes Maël Van Dessel            | CYP Sharpel Elia Marios Yiangou        | MLT Dmitrij Prokopcov Felix Wetzel       | MLT Maria-Carmelia Iacob Renáta Štrbíková       | CYP Georgia Avraam Konstantina Meletie          | LUX Sarah De Nutte Enisa Sadikovic                |       |
| 2025       | LUX Tom Scholtes Maël Van Dessel            | CYP Sharpel Elia Marios Yiangou        | SMR Federico Giardi Lorenzo Ragni        | MLT Maria-Carmelia Iacob Renáta Štrbíková       | CYP Georgia Avraam Konstantina Meletie          | SMR Chiara Morri Chimei Yan                       |       |
| 2023       | LUX Luka Mladenovic Eric Glod               | MLT Felix Wetzel Dimitrij Prokopcov    | SMR Mattias Mongiusti Lorenzo Ragni      | MLT Camella Iacob Renáta Štrbíková              | LUX Ariel Barbosa Tessy Gonderinger             | MON Sannah Lagsir Xiaoxin Yang                    |       |
| 2023       | LUX Luka Mladenovic Eric Glod               | MLT Felix Wetzel Dimitrij Prokopcov    | MNE Filip Radović Filip Radulović        | MLT Camella Iacob Renáta Štrbíková              | LUX Ariel Barbosa Tessy Gonderinger             | MNE Simona Perović Ivona Petrić                   |       |
| 2019       | Monaco Anthony Geminiani Anthony Peretti    | Chypre Hristo Hristonov Marios Yiangou | Monténégro Filip Radović Filip Radulović | Monaco Ulrika Quist Yang Xiaoxin                | Luxembourg Tessy Gonderinger Egle Tamasauskaité | Chypre Louiza Kourea Konstantina Meletie          |       |
| 2019       | Monaco Anthony Geminiani Anthony Peretti    | Chypre Hristo Hristonov Marios Yiangou | Luxembourg Eric Glod Gilles Michely      | Monaco Ulrika Quist Yang Xiaoxin                | Luxembourg Tessy Gonderinger Egle Tamasauskaité | Saint-Marin Chiara Morri Yan Chimei               |       |
| 2017       | Luxembourg Traian Ciociu Dragos-dan Olteanu | Monténégro Luka Bakić Filip Radović    | Monaco Damien Provost Anthony Geminiani  | Luxembourg Tessy Gonderinger Egle Tamasauskaite | Monténégro Snežana Ćulafić Ivona Petrić         | Chypre Georgia Avraam Konstantina Meletie         |       |
| 2017       | Luxembourg Traian Ciociu Dragos-dan Olteanu | Monténégro Luka Bakić Filip Radović    | Saint-Marin Marco Vannucci Lorenzo Ragni | Luxembourg Tessy Gonderinger Egle Tamasauskaite | Monténégro Snežana Ćulafić Ivona Petrić         | Saint-Marin Letizia Giardi Chiara Morri           |       |
| 2015       | Monténégro Luka Bakic Irfan Cekic           | Luxembourg Eric Glod Gilles Michely    | Chypre Marios Yiangou Yiangos Yiangou    | Luxembourg Sarah De Nutte Ni Xialian            | Monaco Lauren Riley Yang Xiaoxin                | Monténégro Sonja Jankovic Neda Milacic Bogdanovic |       |
| 2015       | Monténégro Luka Bakic Irfan Cekic           | Luxembourg Eric Glod Gilles Michely    | Saint-Marin Marco Vannucci Lorenzo Ragni | Luxembourg Sarah De Nutte Ni Xialian            | Monaco Lauren Riley Yang Xiaoxin                | Malte Victoria Lucenkova Jessica Pace             |       |
| 2013       | Luxembourg Mike Bast Gilles Michely         | Monaco Anthony Peretti David Samson    | Monténégro Irfan Ćekić Viktor Rogić      | Luxembourg Ni Xialian Sarah De Nutte            | Malte Viktoria Lucenkova Lu Pengfei             | Monaco Ulrika Quist Lauren Riley                  |       |
| 2011       | Chypre Marios Yiangou Onjan Serafimov       | Malte Simon Gerada Daniel Bajada       | Monténégro Irfan Cekic Luka Bakic        | Luxembourg Ni Xialian Vinita Schlink            | Chypre Louiza Kourea Ana Mikova                 | Saint-Marin Letizia Giardi Chiara Boffa           |       |
| 2011       | Chypre Marios Yiangou Onjan Serafimov       | Malte Simon Gerada Daniel Bajada       | Luxembourg Gilles Michely Mike Bast      | Luxembourg Ni Xialian Vinita Schlink            | Chypre Louiza Kourea Ana Mikova                 | Saint-Marin Letizia Giardi Chiara Boffa           |       |

## Par équipes
| Année/Lieu | Messieurs                                                        | Messieurs                                                  | Messieurs                                                       |                                                                      | Dames                                              | Dames                                                           | Dames |
| Année/Lieu | Or                                                               | Argent                                                     | Bronze                                                          | Or                                                                   | Argent                                             | Bronze                                                          |       |
| ---------- | ---------------------------------------------------------------- | ---------------------------------------------------------- | --------------------------------------------------------------- | -------------------------------------------------------------------- | -------------------------------------------------- | --------------------------------------------------------------- | ----- |
| 2025       | MLT Felix Wetzel Dmitrij Prokopcov                               | LUX Luka Mladenovic Maël Van Dessel Tom Scholtes           | SMR Federico Giardi Lorenzo Ragni                               | LUX Sarah De Nutte Enisa Sadikovic                                   | MLT Maria-Carmelia Iacob Renáta Štrbíková          | CYP Georgia Avraam Konstantina Meletie                          |       |
| 2025       | MLT Felix Wetzel Dmitrij Prokopcov                               | LUX Luka Mladenovic Maël Van Dessel Tom Scholtes           | CYP Sharpel Elia Marios Yiangou                                 | LUX Sarah De Nutte Enisa Sadikovic                                   | MLT Maria-Carmelia Iacob Renáta Štrbíková          | SMR Chiara Morri Chimei Yan                                     |       |
| 2023       | MLT Daniel Bajada Gabriel Grixti Dimitrij Prokopcov Felix Wetzel | LUX Eric Glod Luka Mladenovic Eric Thillen Xia Cheng       | CYP Sharpel Elia Hristo Hristonov Christos Savva Marios Yiangou | MLT Anthea Cutajar Camella Iacob Viktoria Lucenkova Renáta Štrbíková | MON Sannah Lagsir Anne Ulrika Qvist Xiaoxin Yang   | CYP Georgia Avraam Foteini Meletie Konstantina Meletie          |       |
| 2023       | MLT Daniel Bajada Gabriel Grixti Dimitrij Prokopcov Felix Wetzel | LUX Eric Glod Luka Mladenovic Eric Thillen Xia Cheng       | SMR Federico Giardi Mattias Mongiusti Lorenzo Ragni             | MLT Anthea Cutajar Camella Iacob Viktoria Lucenkova Renáta Štrbíková | MON Sannah Lagsir Anne Ulrika Qvist Xiaoxin Yang   | LUX Ariel Barbosa Tessy Gonderinger Ni Xiaojing Julie Poncin    |       |
| 2019       | Chypre Hristo Hristonov Marios Yiangou                           | Luxembourg Traian Ciociu Eric Glod Gilles Michely          | Monténégro Alan Jašarović Filip Radović Filip Radulović         | Luxembourg Tessy Gonderinger Danielle Konsbrück Egle Tamasauskaité   | Saint-Marin Letizia Giardi Chiara Morri Yan Chimei | Monténégro Snežana Ćulafić Neda Milačić-Bogdanović Ivona Petrić |       |
| 2019       | Chypre Hristo Hristonov Marios Yiangou                           | Luxembourg Traian Ciociu Eric Glod Gilles Michely          | Monaco Anthony Geminiani Anthony Peretti Martin Tiso            | Luxembourg Tessy Gonderinger Danielle Konsbrück Egle Tamasauskaité   | Saint-Marin Letizia Giardi Chiara Morri Yan Chimei | Monaco Ulrika Quist Yang Xiaoxin                                |       |
| 2017       | Monaco Anthony Geminiani Anthony Peretti Damien Provost          | Luxembourg Traian Ciociu Gilles Michely Dragos-dan Olteanu | Monténégro Luka Bakić Filip Radović                             | Luxembourg Tessy Gonderinger Danielle Konsbruck Egle Tamasauskaite   | Malte Viktoria Lucenkova Jessica Pace              | Monténégro Snežana Ćulafić Ivona Petrić                         |       |
| 2017       | Monaco Anthony Geminiani Anthony Peretti Damien Provost          | Luxembourg Traian Ciociu Gilles Michely Dragos-dan Olteanu | Saint-Marin Federico Giardi Lorenzo Ragni Marco Vannucci        | Luxembourg Tessy Gonderinger Danielle Konsbruck Egle Tamasauskaite   | Malte Viktoria Lucenkova Jessica Pace              | Saint-Marin Letizia Giardi Chiara Morri                         |       |
| 2013       | Luxembourg Mike Bast Traian Ciociu Gilles Michely                | Monaco Anthony Peretti David Samson Martin Tiso            | Malte Daniel Bajada Simon Gerada                                | Luxembourg Ni Xialian Sarah De Nutte Tessy Gonderinger               | Malte Viktoria Lucenkova Lu Pengfei Jessica Pace   | Monaco Ulrika Quist Lauren Riley                                |       |
| 2011       | Chypre Marios Yiangou Onjan Serafimov                            | Luxembourg Gilles Michely Traian Ciociu Mike Bast          | Saint-Marin Wang Daqi Marco Vannucci                            | Luxembourg Ni Xialian Sarah De Nutte Vinita Schlink                  | Saint-Marin Chiara Boffa Letizia Giardi            | Chypre Louiza Kourea Ana Mikova                                 |       |
| 2011       | Chypre Marios Yiangou Onjan Serafimov                            | Luxembourg Gilles Michely Traian Ciociu Mike Bast          | Monténégro Irfan Cekic Luka Bakic                               | Luxembourg Ni Xialian Sarah De Nutte Vinita Schlink                  | Saint-Marin Chiara Boffa Letizia Giardi            | Chypre Louiza Kourea Ana Mikova                                 |       |